# 少年們 (電影)
是一部2023年上映的韓國犯罪劇情片，改編自1999年發生在韓國全羅北道完州郡的参礼国家超市案件，是導演鄭智泳紀實三部曲的最後一部，由薛景求、劉俊相、陳慶、许城泰及廉惠蘭主演。2022年入選第27屆釜山國際電影節「韓國電影的今日—特别首映」單元，於10月6日在電影節举行首映。韓國院線於2023年11月1日正式上映。

## 劇情概要

### 背景
参礼国家超市案件，1999年2月6日在全羅北道完州郡參禮邑，三名強盜闖入國家超市進行搶劫，致使超市主人奶奶窒息死亡。當時警方和檢方將患有智力障礙的少年姜仁久、崔大烈、林明善三人指控為犯人並移交法庭審判，三人罪成分別獲刑6年、4年、3年。2016年10月28日案件重審三人獲判無罪，11月4日檢方放棄上訴，無罪確定。

### 剧情
影片改編自真實案件，講述在地方小邑的一個超市發生的搶劫致死案件，一個調查班長對案件中被指控為犯人的少年們展開重新調查的故事。片中时间线设定在案件发生一年后的2000年和17年后的2016年，并在两条时间线之间交叉叙事。资深刑警黄俊哲在2000年前往完州郡上任搜查班长，他接到「知道参礼国家超市案件的真凶」后展开了调查，在这过程中黄俊哲发现警察大学出身的精英刑警崔宇成是调查造假的中心人物，黄俊哲虽努力还原案件的真相，但被指责「陷害组织」，因此他被调往更恶劣的赴任地任职。17年后的2016年，黄俊哲听到当年被指控为犯人的参礼少年三人帮将申请重审的消息，他开始犹豫是否要给予帮助。

## 演員陣容
- 薛景求 飾演 黃俊哲，重新調查我们超市搶劫致死案件的搜查班長，因對案件調查的執著而被稱為「瘋狗」。[12]
- 劉俊相 飾演 崔宇成，警察大學出身的精英警察，指控村子里的少年為我们超市搶劫致死案件的犯人並將他們逮捕，快刀斬亂麻解決該案後迅速升職為全羅北道警察廳搜查股長。[13]
- 陳慶 飾演 尹美淑，超市搶劫致死案件受害者的女兒，也是該案唯一的目擊者，她因自己未能保護母親而感到內疚，也因此極力迴避前來重新調查的黃俊哲。[14]
- 许城泰 飾演 朴正奎，唯一信任並跟隨黃班長的可靠後輩。[15]
- 廉惠蘭 飾演 金京美，俊哲的妻子、默默支持專注調查的丈夫。[11]
- 金東英 饰演 权昌浩，被指控为我们超市案件犯人的少年三人帮之一，对世上和警察怀有怨恨和敌意。[16]
- 劉秀彬 饰演 全胜佑，被指控为我们超市案件犯人的少年三人帮之一，患有智力障碍，一夜之间被打上杀人犯的印记后使尽浑身解数对抗社会的偏见。[17]
- 金京浩 饰演 徐炳元，被指控为我们超市案件犯人的少年三人帮之一，虽然与权昌浩总是打打闹闹，但也可靠地守护在朋友身边。[16]
- 裴侑藍 饰演 赵贤洙，我们超市案件真凶。[16]
- 韓秀妍 饰演 申恩熙，我们超市案件重审中少年三人帮的代表律师，拥有鲜明的正义感和责任感，虽然外表看起来柔弱，但在法庭上用果断的声音和坚毅的眼神表达要揭开真相的强烈意志。[18]
- 郑原仲 饰演 完州郡警察局局长，比起案件的真相，他更重视警察组织安危。[19]
- 尹炳熙 饰演 李警官，黄俊哲的组员，状况判断能力迅速。[19]
- 李浩哲 饰演 张文道，与崔宇成一起调查我们超市案件的后辈警察。[19]
- 河道權 饰演 金珉载，崔宇成铁壁般拥护跟随的后辈警察。[19]
- 朴元相 饰演 负责我们超市案件再审的法官[19][20]
- 朴哲民 饰演 调查科长，对黄俊哲在警察内部引起纷争感到不满。[19]
- 郑艺珍 饰演 黄海美，黄俊哲的女儿。
  - 李艺媛 饰演 黄海美童年时期
- 李書煥 饰演 搜查组长
- 李正賢 饰演 李修日，举报者。
- 李道均 饰演 郑巡警
- 徐藝華 饰演 全胜雅，全胜佑的妹妹。
- 李佳京 饰演 宣美，赵贤洙的妻子。
- 尹雪 饰演 妍熙，李在锡的妻子。
- 尹镇荣 饰演 尹检察官
- 郭子亨
- 趙震雄 饰演 吴宰亨，我们超市抢劫致死案的原审检察官，为了阻止黄俊哲重新调查该案而与其形成对立。（特別出演）[21]
- 徐仁國 饰演 李在锡，我们超市案件真凶。（特別出演）[16]
- 朴昭怡 饰演 李恩率，李在锡的女儿。（友情出演）[19][22]

## 製作

### 发展
2019年11月，媒体报道导演鄭智泳将把1999年发生在韩国全罗北道的参礼国家超市案件搬上大荧幕，片名暂定为《少年们》（소년들），预计2020年5月开拍，薛景求将担纲该片主演，片名或改为《告发》（고발）。2020年6月，媒体报道劉俊相、趙震雄有望加盟该片。同月，发行商CJ ENM正式宣布薛景求、刘俊相、陈庆、许城泰、廉惠蘭、金東英、劉秀彬及金京浩参演，片名定为《少年们》。同年8月，尹炳熙确认参演。
薛景求表示自己决定出演该片的原因是导演郑智泳，他认为郑智泳拥有一颗赤子之心，是一个将韩国电影的过去与现在连接在一起的人。影片通过时间线的来回穿插交代叙事，薛景求期望以当下的视角来演绎黄俊哲这个角色在现实之墙前不得不变得软弱无力的模样。

### 创作
影片中薛景求饰演的黄班长为假想角色，而刘俊相与赵震雄饰演的角色则为真实存在的人物。原型案件的主任检察官于2022年请求参礼三人帮的原谅，而片中的加害者自始至终没有进行反省，导演郑智泳认为少年三人帮重审成功翻案前加害者从未进行道歉，对他们迟来道歉的诚意表示质疑。

### 拍摄
主体拍摄于2020年6月末开始进行，同年9月26日殺青。

### 损益平衡点
据媒体报道，该片损益平衡点约为160万观影人次。

## 發行
该片宣布出演阵容时，曾计划2021年在韩国上映。2023年9月20日公布兩款預告海報，宣佈定於11月1日在韓國正式上映。2023年11月27日起提供IPTV和VOD点播服务。
2023年初入选第52届鹿特丹国际电影节「Limelight」单元，同年10月被选为第8届伦敦亚洲电影节开幕影片。

## 反响

### 评价
反映CGV院线真实观影观众满意度的金蛋指数95%，为同期商业电影中最高评价。

### 票房
在韩国上映首日（11月1日）动员3万8千余人次观众，不敌日本动画电影《蒼鷺與少年》，位列单日票房榜第2位。首个周末（11月3日至11月5日）票房16万1085观影人次，位列周末票房榜第2位。上映次周末（11月10日至11月12日）以7万2千余名观影人次的票房成绩位列周末票房榜第3位，累计观影人次超过38万。

## 奖项荣誉
| 年份   | 颁奖礼                     | 奖项       | 入围者 | 结果 | 参考   |
| ------ | -------------------------- | ---------- | ------ | ---- | ------ |
| 2023年 | 第10届韓國電影製作人協會獎 | 特别功劳奖 | 鄭智泳 | 獲獎 | [ 38 ] |